# Río Haina
Río Haina är ett vattendrag i Dominikanska republiken. Det ligger i den sydöstra delen av landet, 10 km söder om huvudstaden Santo Domingo.